# رابرت برگر (بازیکن فوتبال)
رابرت برگر (انگلیسی: Robert Berger؛ زادهٔ ۷ نوامبر ۱۹۹۶) بازیکن فوتبال اهل آلمان است.
از باشگاه‌هایی که در آن بازی کرده‌است می‌توان به باشگاه فوتبال انرژی کوتبوس و باشگاه فوتبال تسویکاو اشاره کرد.
وی همچنین در تیم‌های ملی فوتبال جوانان آلمان و زیر ۲۱ سال قزاقستان بازی کرده‌است.